# Leonardo avicennae
Leonardo avicennae là một loài bướm đêm trong họ Crambidae.